# Acalypha homblei
Acalypha homblei är en törelväxtart som beskrevs av De Wild.. Acalypha homblei ingår i släktet akalyfor, och familjen törelväxter. Inga underarter finns listade i Catalogue of Life.